# Canibus

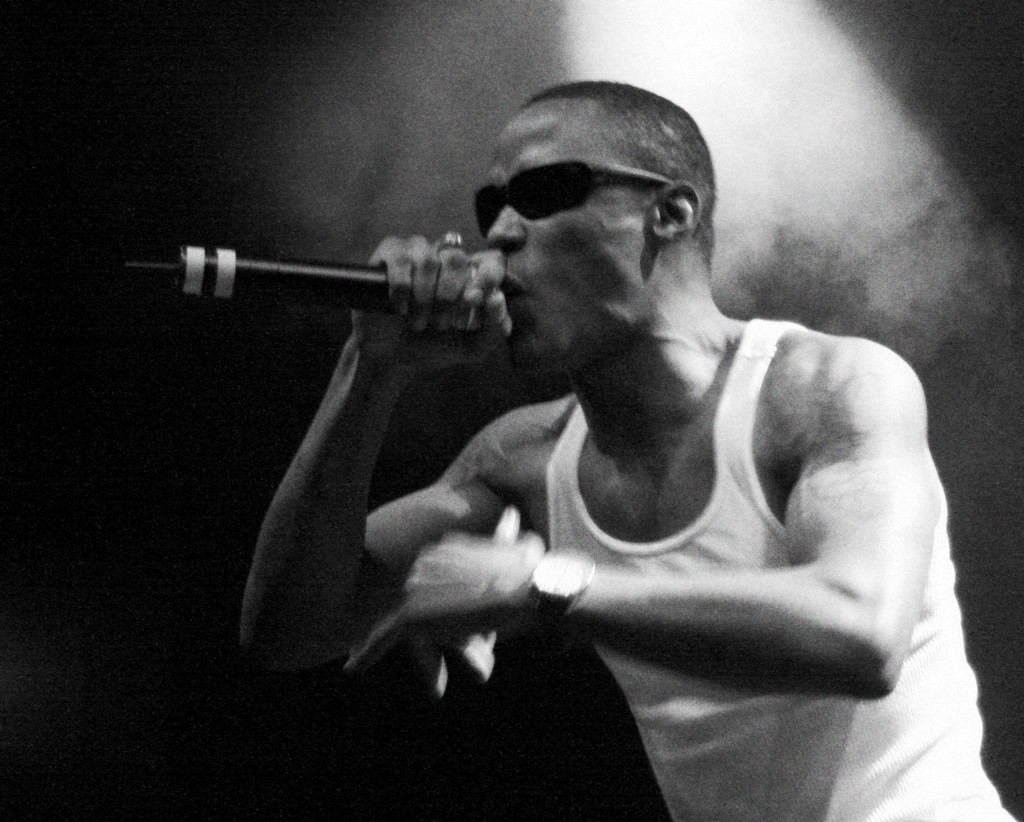
Canibus

Germaine Williams (Kingston, 9 december 1974), beter bekend onder zijn artiestennaam Canibus, is een Amerikaanse rapper. Hij is ook bekend als Can-I-Bus, The Canibus Man en Rip the Jacker.
Hij maakt deel uit van de supergroep The HRSMN samen met Killah Priest, Ras Kass en Kurupt. Hij is vooral bekend vanwege zijn complexe lyriek, waarin thema's als wetenschap en filosofie worden behandeld in poëtische woordspelingen.

## Militaire carrière
In 2002 schreef Canibus zich in in het leger van de Verenigde Staten van Amerika. Hij was toen 28 jaar oud. In een interview in 2005 verklaarde Canibus dat hij "even weg wilde van de muziek". In 2004 werd hij betrapt op het roken van marihuana, en werd vervolgens geloosd uit het leger.
- Bibliothèque nationale de France: cb140152340 (data)
- Gemeinsame Normdatei: 135094216
- International Standard Name Identifier: 0000 0000 5518 5584
- Library of Congress Control Number: no98117920
- MusicBrainz: 3f09f9d0-a88a-41a0-8cd8-a6dbcff2c50d
- Virtual International Authority File: 56808328
- WorldCat: E39PBJvd6xkD7KGYVFYRPkBtrq